# Municipio de South Park (Pensilvania)
El municipio de South Park (en inglés: South Park Township) es un municipio ubicado en el condado de Allegheny en el estado estadounidense de Pensilvania. En el año 2000 tenía una población de 14.340 habitantes y una densidad poblacional de 602.5 personas por km².

## Geografía
El municipio de South Park se encuentra ubicado en las coordenadas 40°17′54″N 80°0′8″O / 40.29833, -80.00222.

## Demografía
Según la Oficina del Censo en 2000 los ingresos medios por hogar en la localidad eran de $51,001 y los ingresos medios por familia eran $57,290. Los hombres tenían unos ingresos medios de $41,002 frente a los $27,138 para las mujeres. La renta per cápita para la localidad era de $21,538. Alrededor del 4.6% de la población estaban por debajo del umbral de pobreza.